# Buguilão
O Buguilão ou Burguilhão é uma elevação portuguesa localizada próxima da freguesia dos Cedros, no concelho de Santa Cruz das Flores, ilha das Flores, arquipélago dos Açores.
Este acidente geológico tem o seu ponto mais elevado a 340 metros de altitude acima do nível do mar e nas suas imediações encontra-se o Pico Queimado. Do cimo desta elevação avista-se o Ilhéu de Álvaro Rodrigues e o ilhéu do Garajau, localizado este quase em frente à localidade dos Cedros.